# Franziska Bobe
Franziska Bobe (* 25. März 1982 in Halberstadt) ist eine deutsche Oratorien- und Liedsängerin in der Stimmlage Sopran.

## Leben
Franziska Bobe erhielt ihre erste musikalische Ausbildung am Landesgymnasium für Musik Wernigerode. Nach ihrem Abitur studierte sie an der Hochschule für Musik Würzburg Schulmusik (Staatsexamen 2007) und nahm anschließend ein Gesangsstudium bei Martin Hummel auf, das sie später bei Monika Bürgener fortsetzte. Im Rahmen konzertanter Aufführungen der Würzburger Opernschule sang sie 2009 die Euridice in Claudio Monteverdis L’Orfeo und die Pamina in der Zauberflöte von Wolfgang Amadeus Mozart.
Seit dem Abschluss ihres Gesangsstudiums in 2011 trat Franziska Bobe als Solistin bei der Aufführung zahlreicher Werke aus verschiedenen Stilepochen auf. Einen Schwerpunkt bildete hierbei die Zusammenarbeit mit Kay Johannsen im Rahmen der Stiftsmusik Stuttgart, insbesondere die regelmäßige Mitwirkung am dort von 2011 bis 2021 laufenden Konzertzyklus Bach:vokal zur Aufführung sämtlicher Kantaten, Oratorien und weiterer Vokalwerke von Johann Sebastian Bach. Ebenso arbeitete sie mit Frieder Bernius (z. B. Georg Friedrich Händel Israel in Egypt 2009) und Jörg Straube (Claudio Monteverdi Marienvesper 2011) zusammen und wirkte an der 2014 bei CPO erschienenen Einspielung der Totenfeier von Heinrich von Herzogenberg unter der Leitung von Matthias Beckert mit.
Ihre überregionale Tätigkeit als Solistin führte sie u. a. auch in die Leipziger Thomaskirche, wo sie im März 2017 mit dem Sopransolo der Bachschen Matthäuspassion beeindruckte.

## Repertoire
Das Repertoire von Franziska Bobe als Sopransolistin umfasst Werke aus der Barockzeit, Klassik und Romantik bis hin zu Neuer Musik. Dazu zählen die Marienvesper von Claudio Monteverdi, Der Messias von Georg Friedrich Händel, das Requiem von Wolfgang Amadeus Mozart, Paulus und Elias von Felix Mendelssohn Bartholdy, das Weihnachtsoratorium von Camille Saint-Saëns und das Requiem von Fredrik Sixten. Einen besonderen Schwerpunkt ihres Wirkens bilden die Vokalwerke von Johann Sebastian Bach, sowohl die Solopartien des Weihnachtsoratoriums, der Passionen und der H-moll-Messe, als auch zahlreicher Kantaten, darunter die virtuose Solokantate O holder Tag, erwünschte Zeit. Außerdem wirkte sie bei konzertanten Opernaufführungen als Pamina in der Zauberflöte und als Marzelline in Fidelio mit.

## Ton- und Videoaufnahmen
- Heinrich von Herzogenberg, Totenfeier op. 80, Requiem op. 72. Franziska Bobe, Barbara Braeckelmann, Maximilian Argmann, Jens Hamann, Monteverdichor Wuerzburg, Thueringen Philharmonie Gotha, Matthias Beckert (Dir). CD erschienen im Juni 2014 bei CPO.
- Liveaufnahme der Solokantate BWV 210 (Hochzeitskantate) als Videoserie in HD. Franziska Bobe, Sopran, Ensemble Stiftsbarock Stuttgart unter Kay Johannsen, Stuttgarter Schlosskirche, Juni 2018.